# Pemphigoides gestationis
Das Pemphigoides gestationis oder (meist) Pemphigoid gestationis ist eine sehr seltene autoimmune blasenbildende Hauterkrankung, welche in der Schwangerschaft auftritt, meist im zweiten oder dritten Trimenon. Sie wird wegen des ähnlichen Hautbefundes auch als Herpes gestationis bezeichnet, allerdings sind Herpes-Viren nicht an der Erkrankung beteiligt.
Die Erkrankung ist so selten, dass die größte durchgeführte Studie zur Behandlung nur 87 Patientinnen umfasst.

## Klinisches Bild
Das Pemphigoides gestationis beginnt meist mit einer Blasenbildung um den Nabel herum, bevor es sich auf die restliche Haut ausbreitet. Gelegentlich treten auch schmerzhafte überwärmte Urtikaria auf. Durch die lokale Histaminausschüttung besteht ein starker Juckreiz.

## Ursachen
Die Ursachen der Erkrankung sind weitgehend unbekannt, eine autoimmune Beteiligung mit Ablagerung von C3 und von Immunglobulin G an der dermal-epidermalen Verbindungszone ist gesichert.

## Differentialdiagnosen
Die Diagnose wird mittels direkter Immunfluoreszenz von Hautbiopsien und dem serologischen Nachweis von Antikörpern bestätigt.
Die Erkrankung kann sonst leicht mit dem viel häufigeren  PUPPP verwechselt werden, vor allem wenn sie in der ersten Schwangerschaft auftritt. Allerdings beginnt die PUPPP meist in den Bereichen der Schwangerschaftsstreifen und heilt nach der Geburt innerhalb von 2 Wochen ab.

## Behandlung
Die Behandlung erfolgt immunsuppressiv in der Regel mit Corticosteroiden. Unter der Therapie sinkt die Zahl der Autoantikörper und die Blasenbildung geht zurück. Allerdings gestaltet sich die Therapie schwierig und dauert oft mehrere Monate.
Eine definitive Heilung der Erkrankung besteht nicht, allerdings der Eintritt einer Remission. Daher sollte auch die psychische Belastung durch diese Erkrankung in die Behandlung mit eingeschlossen werden.

Erkrankte Schwangere sind auf weitere Komplikationen der Schwangerschaft zu untersuchen, insbesondere ein Mangel an Fruchtwasser soll ausgeschlossen werden.